# Sophie Scholl
Sophia Magdalena Scholl (9. svibnja 1921. – 22. veljače 1943.), mlada njemačka djevojka, žrtva nacističkog režima.
Rodila se u mjestu Forchtenberg na Kocheru. Imala je dvije sestre i dva brata. Provela je bezbrižno djetinjstvo. Otac joj je bio gradonačelnik Forchtenberga. Kasnije su se preselili u Ludwigsburg, a onda i u Ulm. Sa sedam godina pošla je u osnovnu školu, a s 11 u srednju školu, gdje su je privlačile filozofija i teologija.
Iako se učlanila u Ligu njemačkih djevojaka, prvotni entuzijazam zamijenila je velika kritika takvog ustroja. Budući da je voljela djecu, ostala je učiteljica u vrtiću nadajući se da će joj se taj rad priznati umjesto članstva u Nacionalnoj radničkoj službi. To, nažalost nije bio slučaj. Radila je i kao učiteljica za njegovateljice i u metalurškom postrojenju.
Kasnije je otišla na studij u München, upisavši teologiju i biologiju. Priključila se bratu Hansu, koji je studirao medicinu. Upoznala se s "degeneričnim" umjetnicima, s kojima je raspravljala o tome kako se pojedinac mora ponašati pod diktaturom. Bila je nadarena za crtanje i slikanje, a voljela je književnost, umjetnost, glazbu i druge stvari. Njen krug prijatelja često je planinario, skijao i plivao. Njen brat s još nekoliko prijatelja je bio autor šest protunacističkih letaka kojima se pozivalo na politički otpor nacističkom Trećem Reichu.
Prvotno je Hans od Sophie tajio svoje aktivnosti, no kad im se ona priključila, pokazala se kao neprocjenjiv doprinos cilju. Pozivali su Nijemce na pasivni otpor nacistima. Tako je djelovao nenasilni pokret otpora koji se zvao Bijela ruža. Sophie, njen brat Hans, i njihov prijatelj Chrisopher Probst uhićeni su nakon dijeljenja šestog letka na Sveučilištu u Münchenu 19. veljače 1943. godine.
Izvedeni su pred zloglasnog suca Rolanda Freislera koji ih je proglasio krivim za izdaju, te su u pet sati poslijepodne 22. veljače 1943. godine pogubljeni na giljotini.
Mlada Sophie je drsko na suđenju rekla: "Netko je na kraju, morao početi. Ono što smo mi rekli, tako misli mnogo drugih. Samo se ne usude to izreći."
Posljednje riječi prije smrti bile su joj : "Sunce i dalje sija".